# Leslie A. Geddes
Leslie Alexander Geddes (24 de Maio de 1921 – 25 de Outubro de 2009) foi um engenheiro electrotécnico e fisiologista. Investigou na área da cardiologia, nomeadamente em formas de determinar o débito cardíaco e a pressão arterial. 